# Oldenlandia willdenowiana
Oldenlandia willdenowiana är en måreväxtart som beskrevs av Schult.. Oldenlandia willdenowiana ingår i släktet Oldenlandia och familjen måreväxter.
Artens utbredningsområde är Madagaskar. Inga underarter finns listade i Catalogue of Life.